# Idku

Idku (arabiska إدكو, Idkū) är en stad i Egypten. Det är en av de största städerna i guvernementet Beheira och har cirka 120 000 invånare. 